# Иссенайм
Иссена́йм, или Изенгейм (фр. Issenheim, нем. Isenheim) — коммуна на северо-востоке Франции в регионе Гранд-Эст (бывший Эльзас — Шампань — Арденны — Лотарингия), департамент Верхний Рейн, округ Тан — Гебвиллер, кантон Гебвиллер. До марта 2015 года коммуна административно входила в состав упразднённого кантона Сульц-О-Рен (округ Гебвиллер).

## Географическое положение
Деревня расположена в Эльзасе, 20 км южнее города Кольмар.
Площадь коммуны — 8,18 км², население — 3415 человек (2006) с тенденцией к росту: 3485 человек (2012), плотность населения — 426,0 чел/км².

## Население
Численность населения коммуны в 2011 году составляла 3451 человек, а в 2012 году — 3485 человек.
| 1962 | 1968 | 1975 | 1982 | 1990 | 1999 | 2006 | 2011 | 2012 |
| ---- | ---- | ---- | ---- | ---- | ---- | ---- | ---- | ---- |
| 1782 | 1947 | 2241 | 2856 | 2838 | 3296 | 3415 | 3451 | 3485 |

Динамика населения:

## Экономика
В 2010 году из 2139 человек трудоспособного возраста (от 15 до 64 лет) 1562 были экономически активными, 577 — неактивными (показатель активности 73,0 %, в 1999 году — 70,7 %). Из 1562 активных трудоспособных жителей работали 1418 человек (743 мужчины и 675 женщин), 144 числились безработными (75 мужчин и 69 женщин). Среди 577 трудоспособных неактивных граждан 179 были учениками либо студентами, 227 — пенсионерами, а ещё 171 — были неактивны в силу других причин.
На протяжении 2011 года в коммуне числилось 1312 облагаемых налогом домохозяйств, в которых проживало 3267,5 человек. При этом медиана доходов составила 20858 евро на одного налогоплательщика.

## Достопримечательности
Изенгеймский алтарь был заказан Маттиасу Грюневальду орденом антонитов для своего монастыря в Изенгейме.
- Здание мэрии
- Монастырь антонитов